# Stephen Fife
Pour les articles homonymes, voir Fife.
Stephen Fife (né le 4 octobre 1986 à Boise, Idaho, États-Unis) est un lanceur droitier des Ligues majeures de baseball jouant avec les Dodgers de Los Angeles.

## Carrière
Joueur à l'université de l'Utah, Stephen Fife est un choix de troisième ronde des Red Sox de Boston en 2008. Alors qu'il évolue dans les ligues mineures, Fife est impliqué dans la transaction à trois équipes entre les Red Sox, les Dodgers de Los Angeles et les Mariners de Seattle qui implique sept joueurs dont Erik Bédard. Fife passe aux Dodgers et fait ses débuts dans le baseball majeur le 17 juillet 2012 comme lanceur partant face aux Phillies de Philadelphie. Malgré un seul point accordé sur quatre coups sûrs en six manches lancées à ce premier départ, il n'est pas impliqué dans la décision. Il maintient une moyenne de points mérités de 2,70 en 26 manches et deux tiers lancées en 5 départs pour les Dodgers en 2012, mais encaisse deux défaites.
Fife savoure sa première victoire dans le baseball majeur le 3 juin 2013 sur les Padres de San Diego. En 2013, il est lanceur partant des Dodgers à 10 reprises et ajoute deux présences en tant que releveur, pour un total de 58 manches et un tiers de travail. Gagnant de 4 matchs contre 4 défaites, sa moyenne de points mérités cette année-là se chiffre à 3,86.